# Tan Zuoren

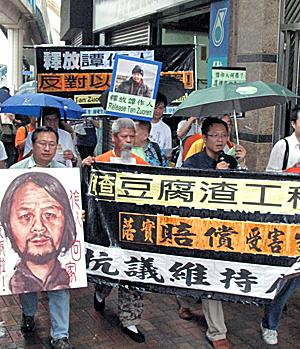
Demonstrationen für Tan Zuoren in Hongkong (2010)

Tan Zuoren (chinesisch 谭作人; * 15. Mai 1954 in Chengdu, Provinz Sichuan, Volksrepublik China) ist ein chinesischer Umweltschützer, Bürgerrechtler, Schriftsteller und ehemaliger Redakteur des Magazins Literati.
Tan hatte eine Untersuchung durchgeführt, um herauszufinden, ob schlecht gebaute Schulen die Ursache der Todesfälle Tausender Kinder, während des Erdbebens in Sichuan 2008, gewesen war. Auch hatte er über das Massaker auf dem Tian’anmen-Platz geschrieben. Es wurde jedoch berichtet, dass er während seiner Untersuchung festgenommen, verurteilt und fünf Jahre lang eingesperrt worden sei.
Am 9. Februar 2010 wurde Tan Zuoren mit der Begründung „Anstiftung zur Untergrabung der Staatsgewalt“ zu fünf Jahren Gefängnis verurteilt. Tan wollte die Wahrheit herausfinden, warum bei dem Erdbeben in Sichuan 2008 so viele Schulen zusammengefallen waren und dadurch Tausende Kinder getötet wurden. Dies war Berichten zufolge nur einer der Gründe seiner Verhaftung und Anklage. Seine Anwälte erwähnten, dass die Anklage gegen Tan Zuoren vage und unbegründet sei und keine Beweise für sein angebliches „Verbrechen“ vorgelegt worden waren.
Roseann Rife, stellvertretende Leiterin des Asien-Pazifik-Programms von Amnesty International, sagte: „Seine Verhaftung, der unfaire Prozess und nun der Schuldspruch sind weitere bestürzende Beispiele, wie die chinesischen Behörden ungenaue und übergreifende Gesetze einsetzen, um widersprüchliche Stimmen zum Schweigen zu bringen und zu bestrafen.“ Aufgrund der Art der Anklagepunkte und Umstände des Prozesses, wurde er als politischer Gefangener bezeichnet.

## Prozess 2009
Elf Monate nach dem Erdbeben in Sichuan 2008, bei dem Tausende von Menschen starben, war es den Behörden immer noch nicht möglich die genaue Anzahl der Schüler zu nennen, die getötet worden waren, noch konnten sie die Ursache anführen, warum die Schulgebäude zusammengebrochen waren.
Deshalb führte Tan eine eigenständige Untersuchung durch, um herauszufinden, warum die Schulen zusammenbrachen und so viele Tausend Schüler unter sich begruben. Er schlug vor ein Datenarchiv zu gründen, das er „5.12 Schülerarchiv“ nannte. In seinem Vorschlag ging es darum, dass Eltern, die ihre Kinder beim Erdbeben verloren hatten, eine Datenbank der Opfer einrichten. Doch wegen dieser Bemühung durchsuchten Polizisten in Chengdu sein Haus und beschlagnahmte seine DVDs, Manuskripte und Dokumente. Tan hatte die minderwertige Bauqualität der Schulen in Sichuan als Tofu-Bauten beschrieben. Am 28. März 2009 wurde er mit dem Vorwurf der „Subversion der Staatsgewalt“ verhaftet. Tan Zuoren wurde unter anderem offiziell beschuldigt, die Kommunistische Partei Chinas in E-Mail-Kommentaren über das Tian’anmen-Massaker von 1989 diffamiert zu haben.
Am 12. August 2009 begann der Prozess gegen Tan in Chengdu, Provinz Sichuan. Tans Anwalt Pu Zhiqiang sagte, dass die Behörden die Zeugenliste der Verteidigung in die Hände bekommen hatten und danach diese Zeugen belästigten und sogar einsperrten, was eine Schande für die Gerichte in China darstelle. Pu machte deutlich, dass dies der momentane Zustand des Justizsystems in China sei und glaube, dass sie das tun, weil sie Angst haben.

### Anklage
Aktivist Tan Zuoren wurde am 28. März 2009 festgenommen, während er die Ursache der Zusammenbrüche mehrerer Schulen beim Erdbeben in Sichuan 2008 untersuchte, und von der Staatsanwaltschaft in Chengdu wegen Subversion angeklagt. Er stand am 12. August vor Gericht. Die Anklageschrift gegen Tan wurde der China Digital Times von jemand zur Verfügung gestellt, der anonym bleiben wollte.
In der Anklageschrift wurde unter anderem erwähnt, dass eine nach dem Gesetz durchgeführte Untersuchung ergeben habe, dass der Angeklagte Tan Zuoren mit den Methoden und dem Urteil des Zentralkomitees der Partei, bezüglich des „Zwischenfalls des 4. Juni“ unzufrieden sei, und seit vielen Jahren an Aktivitäten für den „4. Juni“ teilgenommen habe. Am 27. Mai 2007 habe Tan Zuoren einen Artikel mit dem Titel „1989: Ein Zeuge der letzten Schönheit: Tagebuch eines Augenzeugen des Tian’anmen-Platzes“ geschrieben und diesen auf die Website „The Fire of Liberty“ und andere Webseiten außerhalb Festlandchinas gestellt. Bei diesem Artikel ging es hauptsächlich darum, dass das Zentralkomitee der Kommunistischen Partei Chinas die Handhabung des „Zwischenfalls am 4. Juni“ verfälscht habe.
In der Anklage wurde auch erwähnt, dass Wang Dan, ein „feindliches Element“ außerhalb Chinas, Tan kurz nach Veröffentlichung dieses Artikels per E-Mail kontaktierte und ihm bei mehreren Gelegenheiten Propagandamaterialien über den „4. Juni“ zugeschickt haben soll.

### Verteidigung
Das Verteidigungsplädoyer der Rechtsanwälte Tans bei seiner Verhandlung am 12. August zirkuliert im Internet, obwohl es oft schnell gelöscht wird. Dennoch fahren viele damit fort, darunter auch Tans Anwalt Xia Lin, darüber zu diskutieren. China Digital Times dankt einem anonymen Übersetzer für die Bereitstellung der vollständigen Übersetzung.
Tan Zuorens Rechtsanwälte Xia Lin und Pu Zhiqiang führten einige Untersuchungen und Interviews durch und sprachen mit ihrem Klienten. Danach sagten sie dem Gericht in ihrem Verteidigungsplädoyer, dass das Verhalten und die Reden von Tan Zuoren nicht darauf hinweisen, dass er das Verbrechen, wie es in der Anklage beschrieben worden war, begangen habe. Er habe nur sein verfassungsmäßiges Recht ausgeübt.
Tans Anwälte erwähnten in ihrem Plädoyer unter anderem, dass jeder weiß, dass der Charakter der Regierung der Volksrepublik China eine „demokratische Diktatur der Volksrepublik“ sei. Das bedeute, dass die große Mehrheit der Bevölkerung durch demokratische Mittel die Staatsmacht hat. Die Staatsmacht zu stürzen würde also bedeuten, die Absicht zu haben, antidemokratische Methoden zu nutzen, um das System der Volksdemokratie zu zerstören. Wenn man alle Schriften von Tan Zuoren durchliest, kann jedoch festgestellt werden, dass er eine Person ist, die leidenschaftlich das Volk liebe, die Demokratie unterstützt und sich der Autokratie widersetzt. Tan Zuoren sei ein Pionier der Volksdemokratie und deren Beschützer, und niemand, der sie umstürzen und zerstören würde. Ihn wegen „Aufhetzung die Staatsmacht umzustürzen“ verurteilen zu wollen, widerspricht dem Grundcharakter des staatlichen politischen Regimes der Volksrepublik China. Die oben beschriebenen Fakten reichen aus, um zu beweisen, dass keine der Anschuldigungen der Staatsanwaltschaft zutreffen, dass die Reden und Handlungen von Tan Zuoren ein Verbrechen darstellen würden, wie es im Artikel 151 (Aufhetzung zum Sturz der Staatsmacht) des Strafgesetzbuchs der Volksrepublik China, beschrieben wird. Die Anklage, dass Herr Tan Zuoren dieses Verbrechen begangen haben soll, scheitere aus Mangel an Beweisen. Seine Anwälte forderten, dass das Richtergremium – gemäß dem Strafprozessgesetz der Volksrepublik China – Tan Zuoren für unschuldig befinden soll, denn die Anklage könne nach dem Gesetz nicht nachgewiesen werden und müsse daher eindeutig abgelehnt werden.

### Zeugenaussagen
Der zeitgenössische Künstler Ai Weiwei, war nach Chengdu gereist, um vor Gericht auszusagen. Er erzählte, dass er und 10 weitere Freiwillige, darunter Reporter, am 12. August um 03:00 Uhr morgens von Polizisten aufgeweckt wurden, die in ihre Hotelzimmer eindrangen. Er wurde verprügelt und daran gehindert das Zimmer zu verlassen, bis die Verhandlung vorüber war. Ai sagte: „Wenn sie uns Zeugen gegenüber auf diese Weise handeln, wie müssen sie dann gegenüber Einheimischen vorgehen, Menschen, die keine Stimme haben?“ Ai sagte gegenüber Reuters am Flughafen, als er nach Peking zurückzukehren wollte: „Sie waren wie Banditen in einem Film, sie konnten tun, was sie wollten, es war sehr beängstigend.“ Ai hatte erwähnte, dass damals fünf der vermeintlichen Zeugen, die eine Liste der toten Kinder zusammengestellt hatten, von der Polizei festgehalten worden waren.
Die Zeit Online berichtete, dass Ai Weiwei das Urteil gegen Tan scharf kritisierte: „Dieser Fall zeigt, dass das Regime die Verfolgung der Meinungsfreiheit verschärft.“ Was Tan Zuoren gesagt habe, sei durch das Recht auf Meinungsfreiheit gedeckt, so Ai Weiwei. „Dieser Fall enthüllt, dass Diktatur und Autokratie unter den Bedingungen der Führung der Kommunistischen Partei eine tödliche Krankheit sind.“ Die Zeit berichtete weiterhin, dass der bekannte chinesische Bürgerrechtsanwalt Teng Biao gesagt habe, dass die Anklage gegen Tan Zuoren „ohne rechtliche Grundlage“ sei. Teng Biao hatte gegenüber dpa gesagt: „Was er getan hat, entsprang einem herausragenden Bürgergeist. Er hat die Wahrheit hinter dem Erdbeben in Sichuan aufgedeckt und veröffentlicht. Er hätte Lob verdient und keine Anklage.“
Tans Unterstützer und Amnesty International erwähnten, dass Tan eingesperrt worden sei, weil er geplant hatte, einen unabhängigen Bericht über den Zusammenbruch der Schulgebäude, während des Erdbebens in Sichuan zu veröffentlichen, in dem über 80.000 Menschen gestorben waren.
Tans Prozess begann eine Woche, nachdem der Erdbeben-Aktivist Huang Qi in Chengdu vor Gericht gestellt worden war, weil er Staatsgeheimnisse verraten haben soll. Huang wurde für schuldig befunden und am 23. November 2009 zu drei Jahren Haft verurteilt, weil er Eltern der getöteten Kinder geholfen hatte. Rechtsanwalt Pu Zhiqiang sagte, dass Tans Bericht über das Erdbeben zeige, dass alle seine Untersuchungen objektiv und wissenschaftlich seien.
Hongkongs Fernsehkanal NowTV strahlte Filmmaterial aus, in dem Polizisten in Chengdu das Gepäck und Hotelzimmer zwei seiner Journalisten durchsuchten. Die Journalisten durften das Hotel sieben Stunden lang nicht verlassen, während die Polizei sagte, sie hätten nach Drogen gesucht. Filmmaterial von Sicherheitskräften, die Reporter unsanft behandelten, wurde überregional in den Fernsehnachrichten gezeigt.
„Ich war sehr erschüttert davon. Ich habe über viele sensible Gerichtsverfahren berichtet und ich habe noch nie eine Situation wie diese erlebt, wo Reporter in ihrem Hotel gefangen genommen und daran gehindert werden, über etwas zu berichten“, sagte Bruce Lui, ein Reporter des Hongkonger Kabelfernsehens, der auch daran gehindert worden war, über den Prozess zu berichten.

## Berufung 2010
Kurz nachdem das Urteil im Februar 2010 verkündigt worden war, legte Tan Berufung ein. Am 19. April wies jedoch das Oberste Gericht in Sichuan seinen Antrag auf eine offene Anhörung zurück. Am 20. April reichten Tans Anwälte Pu Zhiqiang und Xia Lin, zusammen mit einer Verteidigungserklärung, einen zweiten Antrag auf eine offene Anhörung von Tans Berufung ein. Am 6. Juni kontaktierte das Oberste Gericht Herrn Pu, um ihm mitzuteilen, dass ein Urteil bereits getroffen worden sei und dass es am 9. Juni bekannt gegeben werden würde.
Am 9. Juni 2010 lehnte das Mittlere Volksgericht in Chengdu Tans Antrag auf Berufung ab. Das Gericht bestätigte in einer nur zehn Minuten dauernden Sitzung die Strafe von fünf Jahren Gefängnis. Auch wurde ihm drei Jahre lang alle politischen Rechte abgesprochen. „Die gesamte Verhandlung und der Berufungsprozess ist grob unfair und politisch motiviert“, sagte Catherine Baber, stellvertretende Direktorin von Amnesty International für den Asien-Pazifik-Raum.
Gemäß Artikel 187 des chinesischen Strafprozessrechts sind Gerichte der zweiten Instanz nicht verpflichtet eine Gerichtsverhandlung zu eröffnen, um eine Berufung anzuhören, wenn der Richter glaubt, dass „die kriminellen Fakten klar sind.“ Öffentliche Anhörungen von Berufungen politisch sensibler Fälle, wie der Tans, werden selten gewährt.

## Freilassung 2014
Tan Zuoren wurde am 27. März 2014 „auf eine Art Probezeit freigelassen. Er hat kein Recht den Mund aufzumachen“, so Ai. „Er ist solch ein guter Mann, äußerst willensstark und sehr entschlossen. Er bezahlte seinen Preis für die Gesellschaft, der er helfen will“, sagte Ai. „Er sollte wissen, dass ihn eine Menge Leute unterstützen.“
Pu, der prominente Pekinger Rechtsanwalt, der Tan bei seinem Prozess im Jahr 2009 vertreten hatte, erklärte Aktivist Tan kann weiterhin Überwachungen und Einschränkungen unterzogen werden, vor allem an politisch heiklen Tagen. „Das Land schuldet ihm fünf Jahre“, sagte Pu gegenüber AFP. „Erstens, war das eine unrechtmäßige Verurteilung. Zweitens, in Anbetracht seiner Umstände war sein Urteil viel zu lang. Die Höchststrafe beträgt fünf Jahre, und das hat ihm das Gericht gegeben. Drittens, hat er die ganze Haftstrafe verbüßt, nicht einen Tag weniger.“